# شونفالد
شونوالد بايرن (بالألمانية: Schönwald, Bavaria) هي بلدة ألمانية تقع في ألمانيا في بافاريا. يقدر عدد سكانها بـ 3,318 نسمة .

## المدن التوأمة
مدينة Pusignan هي مدينة توأمة لـشونوالد بايرن.

## أعلام
- ميخائيل ليبرت